# Terence Morris
Terence Darea Morris (Frederick, Maryland, EUA, 11 de gener de 1979) és un exjugador de bàsquet estatunidenc, que jugava com a aler pivot. El seu darrer equip professional va ser el FC Barcelona.